# Temple de Dionís (Side)
El Temple de Dionís fou un temple romà dedicat a Dionís a Side, ciutat de l'antiga regió de Pamfília a l'Orient Mitjà d'Àsia, a l'actual Turquia. La identificació del temple no és del tot segura, i es basa sobretot en el fet que es troba al costat del Teatre de Side.
El santuari, interpretat com un temple a Dionís, es va construir en el període romà, en el segle i. Més concretament, està datat de l'època de l'emperador August, de començament del segle i. El temple era un pseudoperípter, i això és una raresa a Àsia Menor. Tenia quatre columnes a la façana i cinc semicolumnes adossades al mur del naos. No hi havia columnes al costat curt posterior del naos.
Les quatre columnes de la façana eren de granit roig i d'estil corinti. Formaven un pronaos de 2,5 m de fondària. S'obria cap al nord. El temple recolzava sobre un alt podi. Hi havia sis esglaons que duien al pronaos. L'estilòbat del temple feia 5,83 m × 11,75 m.
Quan es va ampliar el teatre en el segle i, part del temple restà davall les estructures de suport del teatre. Les ruïnes del temple s'han conservat malament fins als nostres dies.